# Manuel Luque (dibujante)
Manuel Luque (1854-1924) fue un dibujante y caricaturista español, activo buena parte de su vida en París. Colaboró en revistas como Le Rire.

## Biografía
Habría nacido en 1854 en Almería. Desde muy joven empezó a trabajar en Madrid, ilustrando con su lápiz diferentes periódicos satíricos como El Día de Moda y otros, emprendiendo por su cuenta la publicación de alburas como los que tituló Perfiles, y haciendo pinturas murales y también caricaturescas en el café de Fornos, en el de la Iberia y en casas particulares. Durante algún tiempo hizo numerosas caricaturas, a buen precio pagadas por los retratados, de personas conocidas en los principales círculos de Madrid, y en 1881 pasó a París con una corta pensión de la Diputación Provincial de Almería. Eusebio Blasco lo refirió en un artículo de la siguiente manera:

Luque propuso añadir al periódico una hoja cada semana, y publicar en ella una caricatura grande. Esta es su especialidad, como lo probó en Madrid al hacer las de los socios del Tiro de pichón, y en las que improvisó, con extraordinaria facilidad, para la Kermess del Casino de Biarritz. La proposición fué aceptada, y las caricaturas en gran tamaño produjeron el mejor efecto. Aquella semana, la dirección despidió á uno de los dibujantes anteriores para poder aumentar el sueldo del nuevo. Quince días después, las caricaturas de los antiguos resultaban pálidas, inocentes, al lado de las del español, y dos dibujantes más fueron despedidos. Por último, hace quince días , el director le dijo á Luque: —¿A qué es engañarnos ni hablar un lenguaje comercial? Le entrego á Vd. el periódico, que por Vd. está subiendo de suscricion como yo no me lo esperaba. Haga usted todos los dibujos de cada número y llévese Vd. el sueldo de todos. No cabia, pues, duda del éxito, y Luque, que me estaba refiriendo esto con la satifaccion natural del que ha roto el hielo en este París tan inaccesible al extranjero, se olvidaba de abrir una carta que tenía en la mano. Se lo recordé, y al leerla le notó una marcadísima expresión de amargura. Era una carta de su madre en que ésta le decia que la Diputación provincial de Almería había resuelto suspender la pensión modestísima que al dibujante concedía. Esta pensión el artista la entregaba íntegra á sus padres, de quien es el único sostén. Y precisamente en el momento en que París reconoce y aplaude el mérito de nuestro compatriota, la Diputación provincial se arrepiente de la protección dispensada al artista y le retira lo que constituye el bienestar de los pobres viejos...».

La Biblioteca Nacional de España data su defunción en 1924, en Autun.